# Walter Corbett
Walter Samuel Corbett (Wellington, 26 novembre 1880 – Handsworth, 23 novembre 1960) è stato un calciatore inglese, di ruolo difensore.

## Carriera

### Club
Giocò solo in due club, nell'Aston Villa e nel Birmingham City.

### Nazionale
Nel 1908 partecipò con la propria nazionale a un tour in Europa in cui giocò contro Austria, Ungheria e Boemia, tutte e tre le partite furono vinte dagli inglesi. Ha partecipato al 4º Torneo olimpico di calcio, nel quale ha vinto una medaglia d'oro e in cui ha giocato in tutte e tre le partite.

## Palmarès

### Nazionale
- Oro olimpico: 1

Londra 1908